# Spodoptera praefica
Spodoptera praefica är en fjärilsart som beskrevs av Augustus Radcliffe Grote 1875. Spodoptera praefica ingår i släktet Spodoptera och familjen nattflyn. Inga underarter finns listade i Catalogue of Life.